# 新谷誠康
新谷 誠康（しんたに せいこう）は日本の歯科医師、歯学者。東京歯科大学小児歯科学講座教授。

## 経歴
1988年大阪大学を卒業、1992年同大学院を修了。以後、同大学助手、助教授、准教授を務め、2008年より東京歯科大学教授に就任。

## 著作
- 編著代表 下岡正八、新谷誠康 編『小児の歯科治療  診察・検査・診断』永末書店、2010年8月20日。ISBN 978-4-8160-1219-8。
- 新谷誠康 著「トピックス 歯の形成障害」、五十嵐清治、吉田昊哲 編『世代をつなぐ小児歯科 最新情報と子どもへの取り組み45』クインテッセンス出版、2009年3月10日。ISBN 978-4-7812-0068-2。

## 所属団体
- 日本歯科医学会
  - 歯科基礎医学会 評議員[1]
  - 日本小児歯科学会 常務理事[1]
  - 日本障害者歯科学会[1]
  - 日本歯科医学教育学会 評議員[2]
  - 日本小児口腔外科学会 理事[3]
- 東京歯科大学学会 理事[1]
- 日本骨代謝学会[1]
- 臨床ゲノム医療学会[4]
- 国際歯科研究学会[1]
  - 国際歯科研究学会日本部会[1]
- 国際小児歯科学会（IAPD)[1]

| 学職                                                        | 学職                                    | 学職 |
| ----------------------------------------------------------- | --------------------------------------- | ---- |
| 先代 Rashid Tahir 第9回 2014年 シンガポールコンコードホテル | アジア小児歯科学会 大会長 第10回 2016年 | 次代 |